# Aega sheni
Aega sheni är en kräftdjursart som beskrevs av Yu och Bruce 2006. Aega sheni ingår i släktet Aega och familjen Aegidae. Inga underarter finns listade i Catalogue of Life.